# Oahu-i akepa
Az Oahu-i akepa az Akepa-gyapjasmadár kihalt alfaja.

## Elterjedése
A Hawaii-szigetekhez tartozó Oahu nedves erdeiben élt. Korábban külön fajnak vélték. Akkori neve Loxops wolstenholmei volt.